# Страсти Жанны д’Арк
«Страсти Жанны д’Арк» (фр. La passion de Jeanne d'Arc) — немая французская психологическая драма, снятая режиссёром Карлом Теодором Дрейером в 1928 году и повествующая о последних днях жизни национальной героини Франции. Дрейер потратил больше года на изучение биографии Жанны д’Арк и документальных свидетельств её судебного процесса, прежде чем написать сценарий. Фильм считается одной из общепризнанных вершин мирового кинематографа. Находится на 208-м месте в 250 лучших фильмов по версии IMDd, также входит в 100 важнейших фильмов в истории кино по версии TIFF и 100 лучших фильмов 20-го века по версии издания Village Voice.

## Сюжет
Девятнадцатилетняя Жанна д’Арк, после того как переодевшись в мужскую одежду и доспехи, возглавила множество сражений против англичан во время Столетней войны, была схвачена и доставлена в Руан, чтобы предстать перед инквизиционным судом за ересь. Судить её будут французские священнослужители, верные англичанам.
30 мая 1431 года Жанну допрашивает французский духовный суд. Власти пытаются заставить её отрицать свою веру в то, что Бог поручил ей миссию изгнать англичан из Франции и, что она разговаривала с самим архангелом Михаилом, но Жанна все же настаивает на своём. Несколько присутствующих монахов, веря, что она действительно святая, поддерживают её. Затем власти прибегают к обману. Священник читает неграмотной пленнице фальшивое письмо, предположительно от короля Франции Карла VII, в котором сказано, чтоб она доверяла священнику, принёсшему это письмо. Когда обман не удаётся, Жанну отправляют осмотреть камеру пыток, вид пыточных инструментов и приспособлений приводят её в ужас, и она падает в обморок.
Судья во время беспамятства Жанны даёт указ привести священников для причастия. Когда она приходит в сознание, судья повторно предлагает отречься от своих слов о миссии Бога, но несмотря, ни на что, Жанна не даёт признания. Тогда ей угрожают сожжением на костре, многие сочувствующие ей священники и монахи молят её отречься от своей ереси. Она позволяет священнику вести её руку при подписании исповеди. Судья объявляет на всеуслышание, что Жанна прощена церковью, но после приговаривает её к пожизненному заключению за военные действия против англичан. Когда тюремщик бреет её голову, она понимает, что предала Божью волю. Она требует, чтобы судьи вернулись, и отказывается от признания.

Жанну приговаривают к смерти и приводят на место казни. Все больше и больше людей вокруг начинают осознавать её истинную веру и призвание, Жанне разрешается провести последнюю мессу причастия. Она помогает палачу связать себя. Толпа собирается, вспыхивает пламя и Жанна умирает. Все женщины вокруг плачут, один из мужчин кричит «вы сожгли святую». Начинается протест и бунт. Войска готовятся и начинают подавлять недовольства среди толпы. 
«Пламя покрыло душу Жанны, вознеся её на небеса — Жанна, чьё сердце стало сердцем Франции. Жанна, память о которой всегда будет чтить французский народ».

## В ролях
- Рене Фальконетти — Жанна д'Арк
- Эжен Сильвен[фр.] — Епископ Пьер Кошон
- Андре Берли — Жан д’Эстиве[фр.]
- Мишель Симон — Жан Леметр[фр.], судья
- Антонен Арто — Жан Массьё, монах
- Жан д'Ид — Николя де Упвилль

## Работа над фильмом
Работа над фильмом продолжалась около полутора лет. Для работы над фильмом Дрейер переехал в Париж вместе с семьёй — женой и двумя детьми. Первоначально режиссёр хотел экранизировать пьесу Викторьена Сарду «Тоска» («La Tosca», 1887), но кинокомпания Société Générale des Films не согласилась и предложила на выбор три возможных персонажа — Екатерину Медичи, Марию Антуанетту и Жанну д’Арк (картины на исторические темы пользовались во Франции большой популярностью). Консультантом сценария выступил историк Пьер Шампион, который подготовил и опубликовал в 1920 году текст процесса над Жанной с переводом и примечаниями.
Для съёмок фильма Дрейер разработал специальные декорации с подвижными стенами, на создание которых ушла основная часть выделенного бюджета. Эти декорации стали на тот момент самыми дорогими в истории французского кино. При этом декорации в кадре видны лишь фрагментарно, так как основной акцент сделан на крупные планы персонажей. На съёмках никто из актёров не гримировался, что было в те времена беспрецедентно. Критик и теоретик кино Леон Муссинак отмечал, что Дрейер максимально использовал крупные планы и все выразительные возможности различных ракурсов: «Отказ от грима придаёт лицам необычную, страшную силу, особенно подчёркивающую внутреннюю игру чувств или мыслей героев».
Декорации для павильонных съёмок были построены в пригороде Парижа — Бийанкуре, в пустовавшем фабричном здании, принадлежавшем автомобильной компании Рено, а натурные съёмки проходили в другом пригороде Парижа — Пети-Кламаре, где был фактически построен самый настоящий средневековый город. Ральф Холм, один из помощников режиссёра, вспоминал, что после окончания съёмок декорации пришлось взрывать даже с помощью динамита. В стенах необходимо было просверлить множество отверстий, чтобы камеры могли снимать сцены с нужного ракурса, а для низких планов Дрейер распоряжался выкапывать двухметровые ямы, чтобы поместить туда камеру, — после нескольких дней таких съёмок земля напоминала огромный кусок швейцарского сыра, так что техническая команда даже стала называть режиссёра — «Карл Грюйер».
В роли монаха Жана Масьё снимался будущий создатель «Театра жестокости» Антонен Арто. В 1964 году Дрейер вспоминал, какое чувство стыда и неловкости испытывал Арто, когда ему пришлось появиться в кафе, где часто собирались сюрреалисты, с тонзурой на голове — в полном соответствии с уставом доминиканского ордена. Сам Арто вспоминал позже: «Дрейер был требователен к актёрам, он пытался вселить в них дух снимаемой сцены, а затем давал им свободу направления, они могли рассматривать её под любым личным углом — пока он верил, что сохраняется требуемый дух».
Игра Фальконетти была настолько реалистичной, что после выхода фильма на экраны родилась легенда, согласно которой Дрейер чуть ли не пытал актрису, чтобы добиться нужной реакции. Сам режиссёр писал вскоре после премьеры: «В ней я нашёл то, что я мог бы, грубо говоря, назвать „реинкарнацией святой“»
Всего отсняли более чем 85 000 м плёнки, из которых в окончательную версию вошло примерно 2200 м. Всего в фильме 1333 кадра и 174 интертитров, итого 1517 кадров, что было довольно много для того времени. Общая стоимость фильма составила 9 млн франков (снятый на той же студии многочасовой «Наполеон» Абеля Ганса со множеством батальных сцен стоил около 17 млн франков). Фильм не имел коммерческого успеха. После данного фильма Дрейеру пришлось ждать целых пять лет, пока кто-то согласится вложить деньги в его следующую картину.

## Премьера
По замыслу режиссёра, фильм должен демонстрироваться без звукового сопровождения, в полной тишине. Премьера фильма состоялась в Дании 21 апреля 1928 года, во Франции — 25 октября 1928 года. Фильм был запрещён к показу в Великобритании из-за того, что английские солдаты изображены в нём как садисты, издевающиеся над Жанной. «Страсти» быстро получили широкое признание в мире, Сергей Эйзенштейн назвал фильм «одним из прекраснейших» в истории, а Луис Бунюэль «определённо самым оригинальным и интересным фильмом нового кинематографа».

## Утрата и воссоздание
До парижской премьеры по приказу архиепископа парижского и правительственных цензоров в фильм были сделаны значительные купюры, вызвавшие гнев Дрейера, мнение которого не учитывалось. Негатив оригинальной версии погиб при пожаре на берлинской студии UFA 6 декабря 1928 г.; сохранилось лишь несколько копий. Дрейеру удалось смонтировать новую версию из отвергнутых ранее дублей, однако в 1929 г. и эта работа погибла при пожаре в лаборатории.
В 1951 году французский киновед Жозеф-Мари Ло Дюка обнаружил дубль-негатив второй версии в архиве студии «Gaumont» и сделал собственный монтаж фильма с субтитрами и музыкой Вивальди, Альбинони и других композиторов эпохи барокко. Эта версия на протяжении многих лет оставалась единственной. Дрейер был недоволен этой версией, назвав её безвкусной.
В 1981 году в Осло в кладовке психиатрической клиники обнаружили коробки с плёнкой, на которых значилось «Страсти Жанны д’Арк». Их отослали в Норвежский институт кино, где только спустя три года их содержимое исследовали и установили, что это отлично сохранившаяся копия оригинальной версии с датскими субтитрами.
В 1985 году Французская синематека выпустила восстановленную версию фильма, в которой был полностью сохранён монтаж найденной в Осло копии, а субтитры переведены с датского на французский. Для этой версии композитор Ричард Эйнхорн в 1994 году написал музыкальное сопровождение — ораторию «Голоса света» («Voices of Light»).
В XXI веке над созданием звукового сопровождения к «Страстям Жанны д’Арк» работали участники британских групп «Portishead» и «Goldfrapp» Эдриан Атли и Уилл Грегори.

## Оценки и влияние
По оценке Полин Кейл (которую поддерживают многие другие кинокритики), работа Рене Фальконетти в фильме Дрейера — «возможно, самая лучшая актёрская игра, когда-либо заснятая на плёнку». Другой киновед, Джонатан Розенбаум, назвал фильм Дрейера «вершиной немого кино — и, вероятно, кинематографа в целом» (англ. the pinnacle of silent cinema — and perhaps of the cinema itself). По мнению Зигфрида Кракауэра, в этой снятой в документальной манере картине режиссёр пытался обратить всю реальность прошлого в реальность кинокамеры: «Его фильм — единственный из известных случаев радикального решения этой трудной задачи».
Очевидно сходство между образами Жанны, созданными Фальконетти и Инной Чуриковой в фильме Глеба Панфилова «Начало» (1970). Сам режиссёр советского фильма признавал: «На мой взгляд, к феномену Жанны ближе всего подошли Дрейер и Фальконетти».
Жан-Люк Годар в фильме «Жить своей жизнью» (1962) проводит аналогию между Фальконетти в образе Жанны д’Арк и главной героиней, которую сыграла Анна Карина.